# Dějiny Tirany
Tirana jako hlavní město Albánie má dějiny staré několik staletí.

## Před vznikem moderního města
Oblast Tirany byla osídlena již od neolitických dob, což dokládají archeologické nálezy. V roce 1972 byly při stavbě jednoho z nových domů odkryty pozůstatky římského domu (mozaika), které představují nejstarší doklad o souvislém osídlení na místě dnešní metropole. V roce 520 zde postavil byzantský císař Justinián I. hrad jménem Tirkan, stále ještě se však nejednalo o nějaké velmi významné místo. Během středověku tu vznikaly osady, později vesnice.
Město je zmíněno v dubrovnických dokumentech z roku 1418. První zmínky o vlastnictví a přidělování půdy pocházejí z let 1431 a 1432. Tehdy už celá dnešní Albánie spadala pod Osmanskou říši a začal se zde upevňovat islám. V té době tu bylo 60 sídel, okolo tisíce domů a 7 300 obyvatel. Během následujících sto padesáti let se tato čísla ztrojnásobila; žilo tu 20 000 lidí a stálo 2 900 domů.
V 15. století navštívil Tiranu katolický kněz Marin Barleti, který ve svém spisu Historia de vita et gestis Scanderbegi Epirotarum principis psal o Malé Tiraně a Velké Tiraně. Jednalo se však stále ještě o vesnici.

## Tirana jako osmanské město

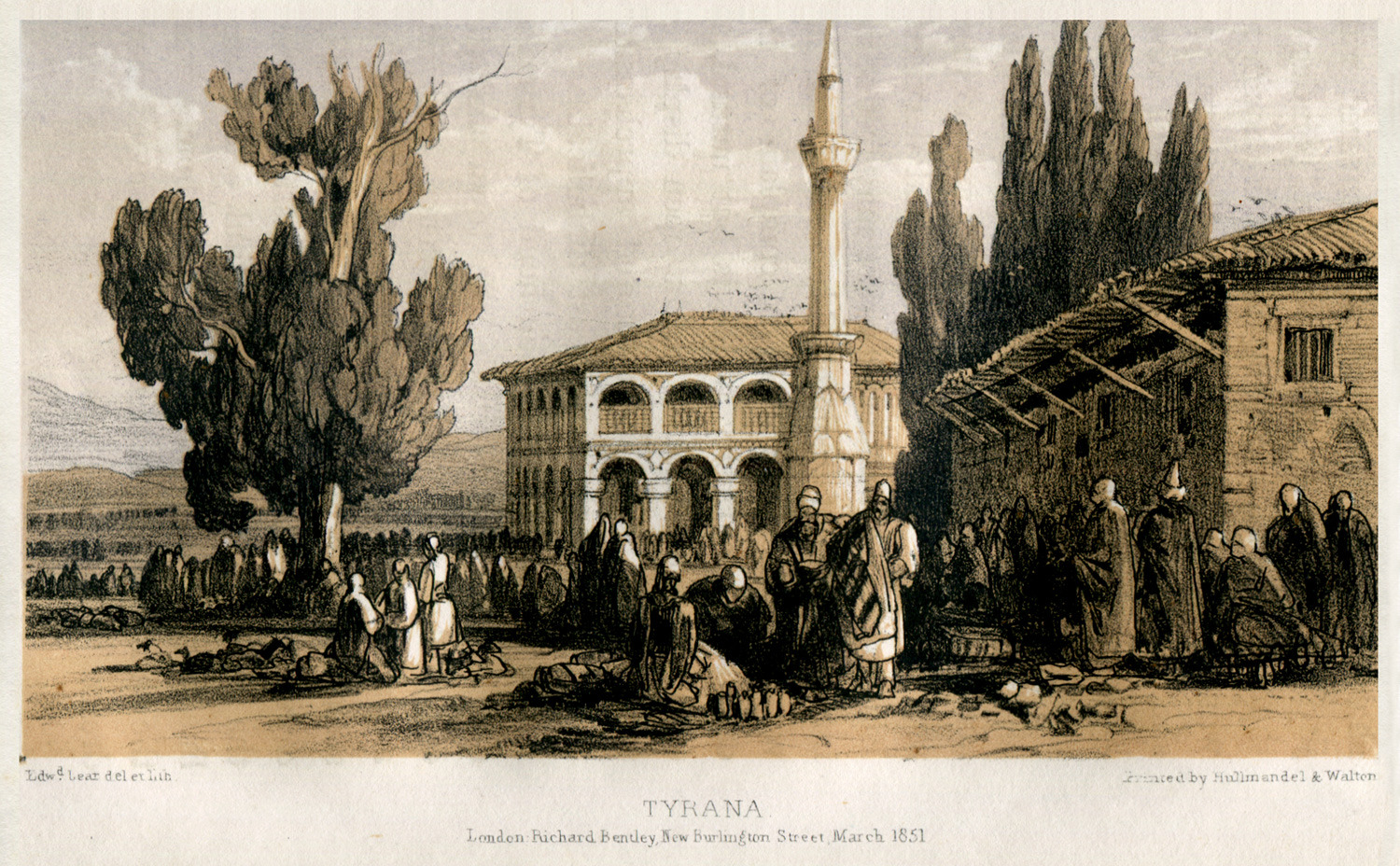
Tirana v polovině 19. století, kresba Edwarda Leara

Když místní feudál Sulejman Paša Mulleti zde založil osmanské město, vznikla první mešita (dochovala se až do druhé světové války, dnes již neexistuje), hammam (turecké lázně) a tržiště. Trhy se zde pořádaly vždy ve čtvrtek. Stalo se tak v roce 1614. Město se rozvíjelo v pásu od pravého břehu řeky Lany dále na sever směrem k současnému Skanderbegovu náměstí a třídě Rruga e Barrikadave. Celkem zde postupem času vzniklo až devět mešit.
Podle zápisků Johanna Georga von Hahn, rakouského diplomata, však měla Tirana tržnici (bazar) a několik vodních mlýnů již z dřívějška. Díky procházejícím obchodním trasám město zvolna rostlo. V roce 1789 (podle jiných zdrojů roku 1820[zdroj?]) byla vystavěna Edhem Beyova mešita, známá městská pamětihodnost a jedna z mála mešit, které přečkaly kruté ateizační období v 2. polovině 20. století. V této době zde stálo na šest set domů.
V 18. století nechali osmanští správci původní středověký hrad opravit a zmodernizovat do podoby klasické turecké pevnosti. V století devatenáctém začali přicházet do města osadníci z východu, pravoslavného vyznání, z okolí měst Korçë a Pogradec. Usídlili se v okolí dnešního městského parku, který se nachází na jihu současné metropole.
Od roku 1889 začaly v Tiraně působit první školy, na kterých byl vyučován albánský jazyk. V 19. století sídlila v Tiraně řada konzulátů západních zemí.

## První polovina 20. století

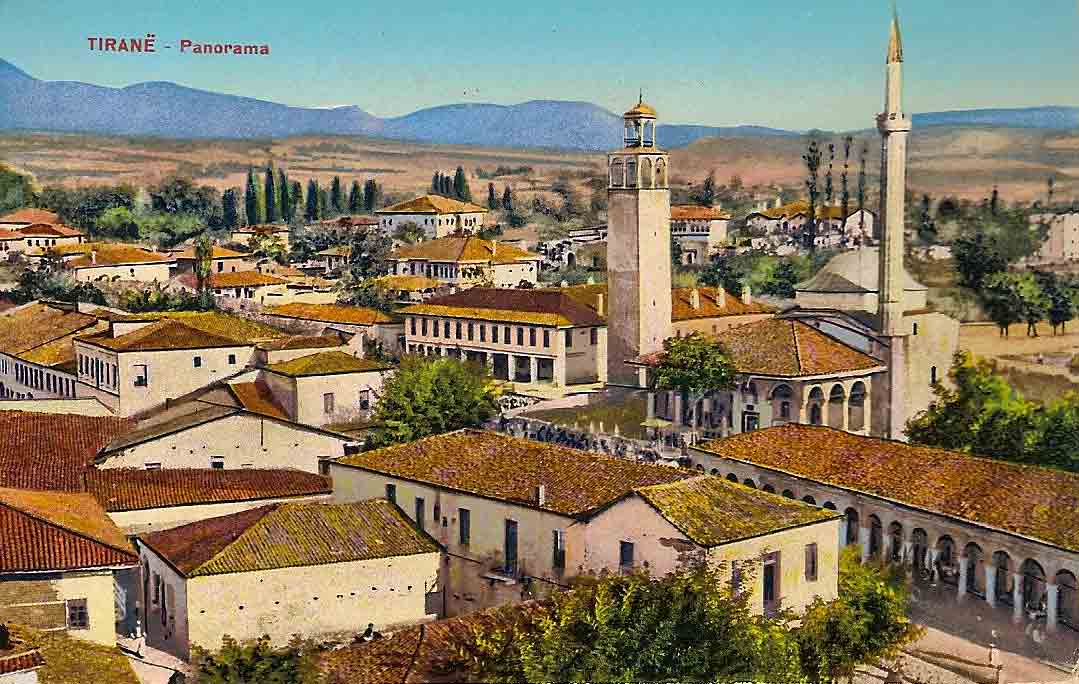
Tirana na počátku 20. století.

Zatímco na začátku 20. století byla Tirana nevýznamným osmanským městem, jakých byly v celém impériu tisíce, rok 1912 (vyhlášení albánské nezávislosti) a později ještě 1920 (8. prosinec) znamenaly přelom: Tirana se stala hlavním městem. Důvodem byla především jeho poloha; dosavadní Drač byl snadno napadnutelný z moře a vnitrozemská Tirana se navíc nachází relativně ve středu země. Tehdy mělo město jen 17 tisíc obyvatel. Politické rozhodnutí o ustanovení nového hlavního města padlo na sjezdu ve městě Lushnjë v lednu 1920. Bylo vybráno především jako město na hranici mezi gegským a toským obyvatelstvem Albánie, jako určitý kompromis mezi oběma skupinami. I přesto severoalbánské katolické obyvatelstvo nevidělo ustanovení Tirany jako metropole země rádo a spíše navrhovalo, aby se hlavním městem stal Skadar. Tirana na tuto úlohu nebyla vůbec připravena a mnohdy úředníci museli pracovat ve vilách zámožných vlastníků, neboť se jim nedostávalo úředních budov.

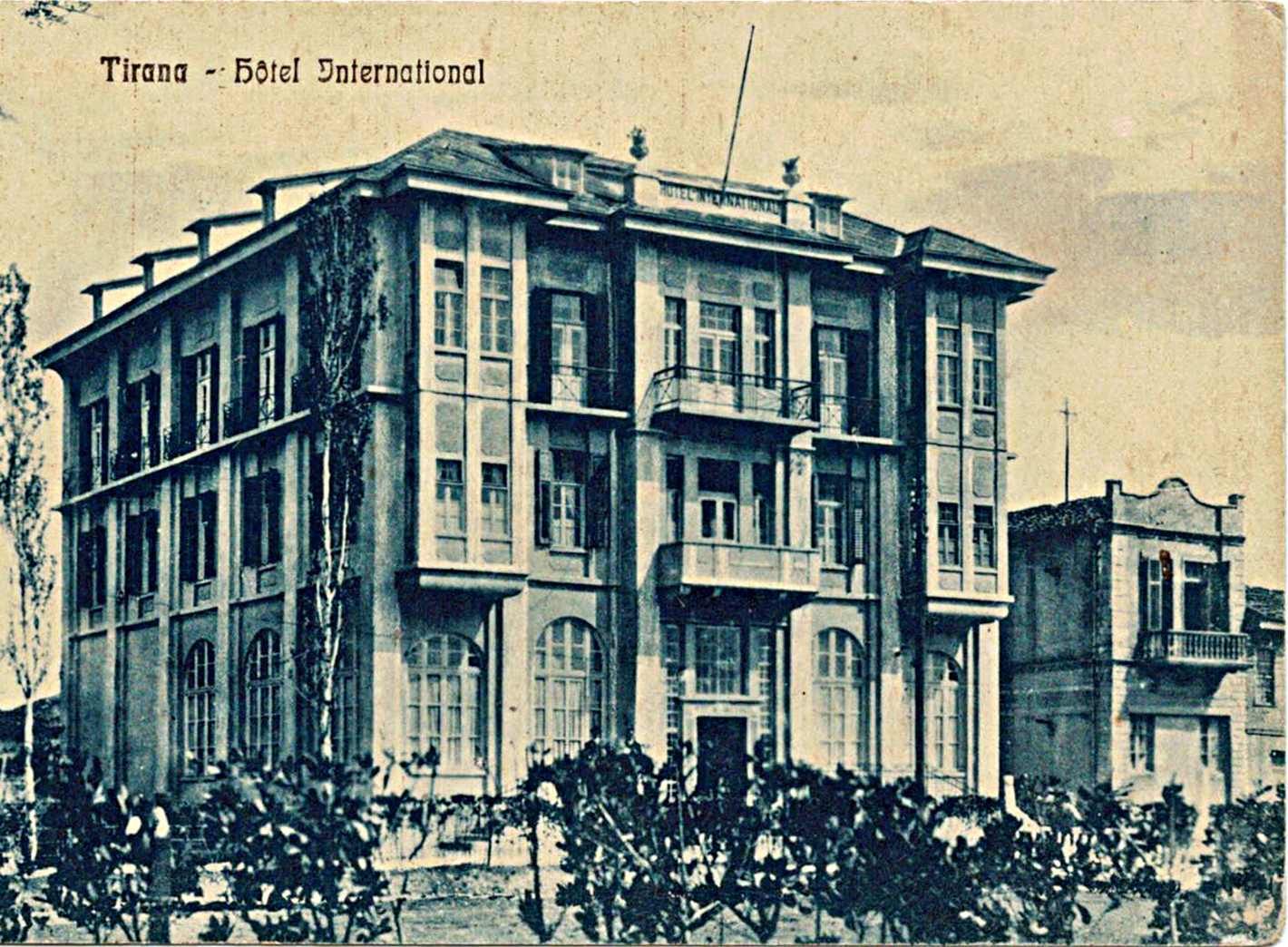
Hotel International před druhou světovou válkou.

V roce 1923 navrhl Estef Frashëri za pomoci rakouských specialistů první urbanistický plán pro rozvoj mladé metropole. Vzniknout měly bulváry jako například Dračská třída (tehdy nesla jméno Nana Mbretneshë, neboli česky Královny matky). Kvůli její výstavbě muselo být strženo mnoho domů, neboť projekt předpokládal vznik pravoúhlé sítě ulic, zcela odlišné od dosavadní přirozené. Od roku 1924 stojí současná budova parlamentu. O další čtyři roky později právě v ní Ahmet Zogu prohlásil Albánii za monarchii a sebe za krále Zoga I. Navzdory tomu však Tirana zůstávala městem provinčního charakteru s minimem kulturních aktivit pro místní obyvatelstvo, s dopravou, kterou tvořily především koňské a volské potahy. Několik málo aut v albánské metropoli patřilo především diplomatickým zastupitelstvím nebo albánské vládě.
Od roku 1925 sídlil v Tiraně řád Bektašijů, který byl zakázán v Turecku.
Další plány na rozvoj města realizovali v druhé polovině 20. let Florestano de Fausto a Armando Brasini, známí architekti Mussoliniho éry v Itálii. Jejich projekt přestavby města byl inspirován italskou praxí, předpokládali vznik radiálních tříd ze středu metropole. Ačkoliv celý jejich projekt nebyl finálně uskutečněn, oba se zapsali do historie města stavbami, mezi něž se řadí například Národní banka či budovy ministerstev. V projektu jednotlivých objektů ministerstev se uplatnil Brasini, spolupracovali s ním však i někteří rakouští architekti. Byly vystavěny nové hotely. Pro nemajetnou Albánii byla přestavba centra města nesmírně nákladnou operací, která odčerpávala značnou část tehdejšího státního rozpočtu. Finanční podporu nicméně poskytla i Itálie. Původní projekt byl v následujících letech přepracováván. V místě, kde se dnes nachází železniční stanice, měl vyrůst velkolepý sportovní stadion, jeho výstavba však nebyla uskutečněna.
Počet obyvatel města tehdy dosahoval 25 tisíc, před druhou světovou válkou se přehoupl přes třicet tisíc. Město tehdy nemělo vodovodní řad ani kanalizaci; silnice byly prašné a s výjimkou nové výstavby bylo město převážně tvořeno nízkými stavbami z tureckých časů. Proto také město nařídilo, aby byla nová zástavba minimálně dvoupodlažní. Byly rovněž posunuty i správní hranice města.

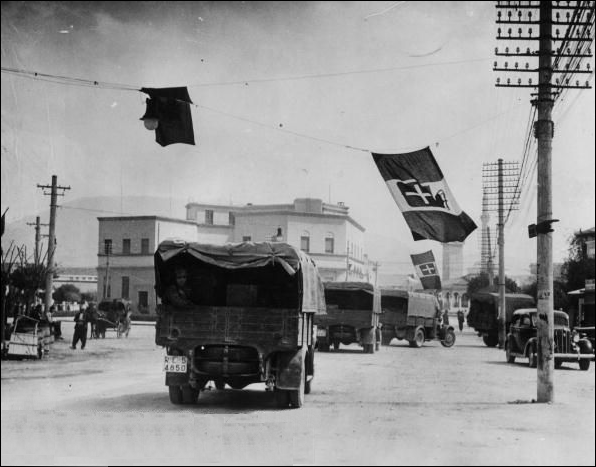
Italská armáda vstupuje do Tirany, duben 1939

Po italském obsazení Albánie v roce 1939 a vytvoření loutkového státu byl předpokládán další rozvoj města směrem na jih, k současnému náměstí Matky Terezy a hlavní budově univerzity. Rozšíření moderního středu města dostal za úkol další italský architekt, tentokrát Gherardo Bosio. Rozšíření bulváru bylo uskutečněno s myšlenkou konání velkolepých vojenských přehlídek. Plán také počítal s vytvořením nových obytných nebo průmyslových zón okolo tehdejšího města. Italové předpokládali, že z Tirany bude město o 100 000 obyvatelích. Nový vládní palác měl nést název italsky Casa del fascia) a být středem metropole. Zástavba měla být spíše nižší. Bosio nicméně nechtěl zcela vykořenit a odstranit muslimský prvek ve městě; počítal i s výstavbou mešit a dalších objektů odkazujících na orientální dědictví města.
Během války působilo v Tiraně aktivní hnutí odporu, které se pokusilo o atentát na tehdejšího italského krále Viktora Emanuela III. Po založení albánské komunistické strany se město stalo jedním z center boje proti okupaci. Existoval však i nekomunistický odboj v čele s Muharremem Bajraktarim a Myslimem Pezou, kteří konspirovali proti okupantům v jedné z tiranských čtvrtí. V okolí města přibývalo útoků na Italy a na místní Albánce, kteří s nimi kolaborovali. Po kapitulaci Itálie zde krátkou dobu působila německá armáda. Tirana byla v boji osvobozena dne 17. listopadu 1944, kdy byli Němci poraženi a nuceni se stáhnout. Boje trvaly celkem tři týdny.

## 50. a 60. léta 20. století

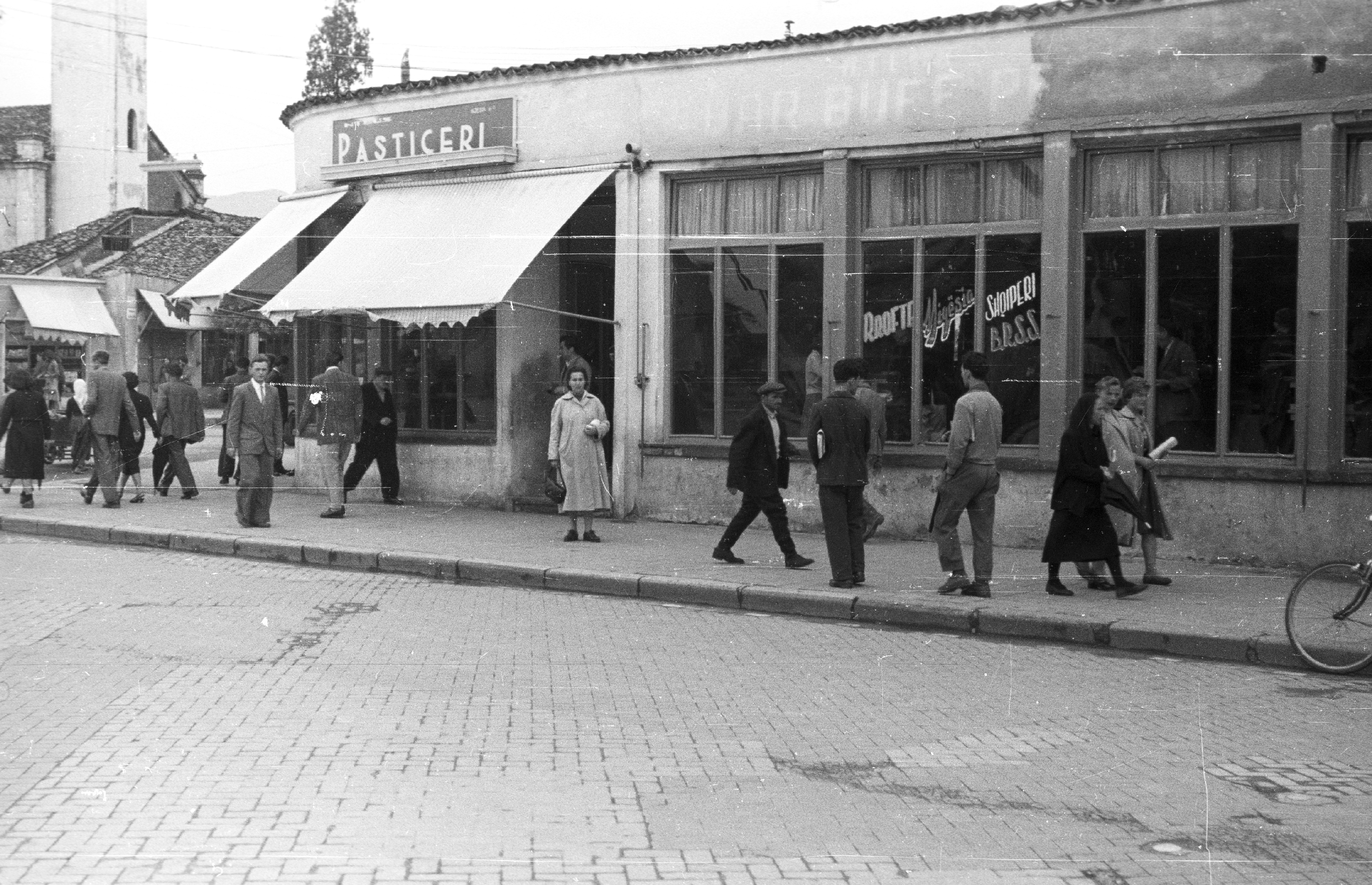
Tiranská ulice v 60. letech 20. století.

V roce 1949 byla do města zavedena železniční trať z přístavního města Drač. 
V 50. letech 20. století měla Tirana okolo sta tisíc obyvatel.
Po vzniku socialistické Albánie se město rozvíjelo nejprve za pomoci Jugoslávie, později Sovětského svazu a nakonec Čínské lidové republiky. V případě Sovětského svazu byla v roce 1952 na architektonickém institutu v Moskvě vypracována studie rozvoje metropole, která byla inspirována prvky socialistického realismu. Projekt, ač podrobný, nakonec nebyl uskutečněn, neboť představitelé albánské vládnoucí strany odmítli realizovat něco, co bylo vypracováno jako studentský projekt. Autorem návrhu byl Gani Strazimiri. Nakonec byl schválen jiný plán rozvoje Tirany, který předpokládal rozdělení města do obytných oblastí, do průmyslových zón, vznik zoologické zahrady a velkého parku. Velkolepá vize socialistického města nicméně narážela na limity velmi omezené průmyslové výroby a výstavba probíhala velmi pomalu, centrum Tirany doznalo ve srovnání s plánem jen velmi skromných změn.

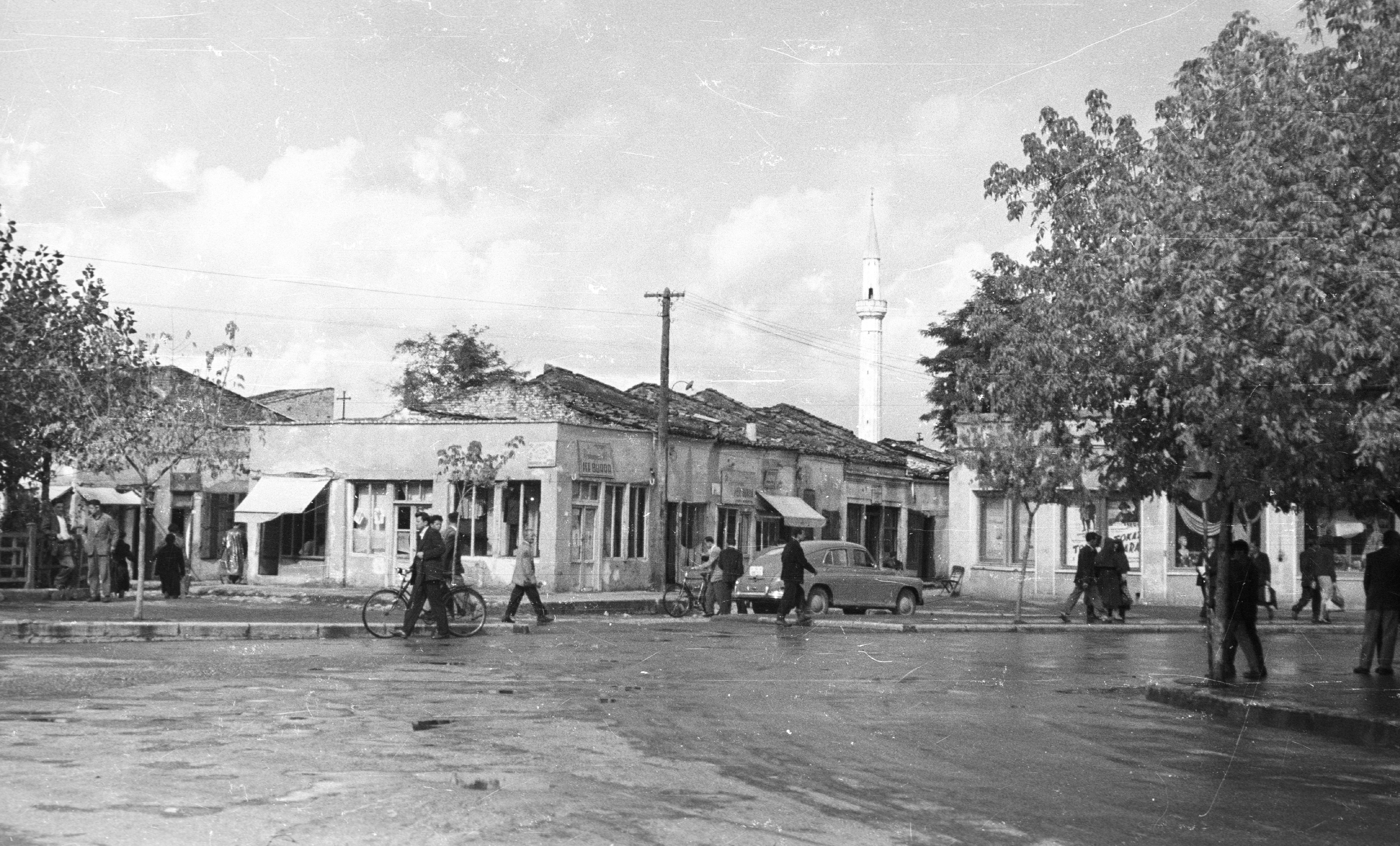
Střed města v 60. letech 20. století.

V centru vznikly městské domy inspirované východní Evropou. Pro potřeby dělníků, kteří měli pracovat v místních továrnách, měl vzniknout velký počet obytných bloků podle sovětských projektů, nicméně pro místní stavební průmysl byly tyto velmi složité na realizaci a nákladné na výstavbu. Kromě toho byl postaven také první moderní park (Park Rinia). Bourány byly celé čtvrti; zmizel původní orientální bazar (v 60. letech 20. století), zničena byla pravoslavná katedrála, vybudovány byly objekty ve stylu socialistického realismu, ale později i moderní architektury a brutalismu. Mezi ně patří např. Národní historické muzeum na Skanderbegově náměstí, dům kultury (jako dar SSSR), hotel International a některé vládní budovy. Moderních výškových staveb vznikalo překvapivě málo ve srovnání s typickou výstavbou východního bloku. Několik výškových domů sice postaveno bylo, většina obyvatel však žila v domech, které lze připodobnit k sovětským chruščovkám. I to nicméně představovalo zvýšení hustoty osídlení v centru Tirany. Prefabrikace byla použita (na rozdíl od jiných východoevropských zemí) jen omezeně a domy měly většinou dvě až pět podlaží. Jejich výstavba byla prováděna mnohdy prostřednictvím dobrovolnických pracovních brigád.
Vedení Albánské strany práce konfiskovalo budovy, které se nacházely jižněji od centra města. Na jihozápadním okraji se konstituovala mezitím tzv. Nová Tirana (albánsky Tirana e Re).
V roce 1957 byla založena univerzita. Město bylo rozsáhle industrializováno, podporován byl zejména strojírenský, obuvnický a textilní průmysl. S pomocí SSSR vznikla např. textilka (označovaná dnes jen jako Kombinat), původně nesoucí název po Stalinovi, včetně jeho sochy. Strojírenské závody pomohlo realizovat Východní Německo. Prostředky na rozvoj průmyslu poskytovalo také Československo. Elektrickou energii pro potřeby rychle rostoucího města zajišťovaly vodní elektrárny, např. Leninova hydroelektrárna. Z průmyslových podniků vznikla dále také cementárna, rozvíjel se sklářský a potravinářský průmysl. V roce 1966 byla otevřena místní zoologická zahrada. V roce 1958 bylo za pomoci SSSR vybudováno v Tiraně první moderní filmové studio (neslo název Nová Albánie – albánsky Shqipëria e Re) a natočen první albánský film s názvem Tana. Filmové studio nakonec dalo název i celé čtvrti.
V roce 1968 byla z centra Tirany odstraněna Stalinova socha a nahrazena sochou albánského národního hrdiny Skanderbega.

## 70. a 80. léta 20. století

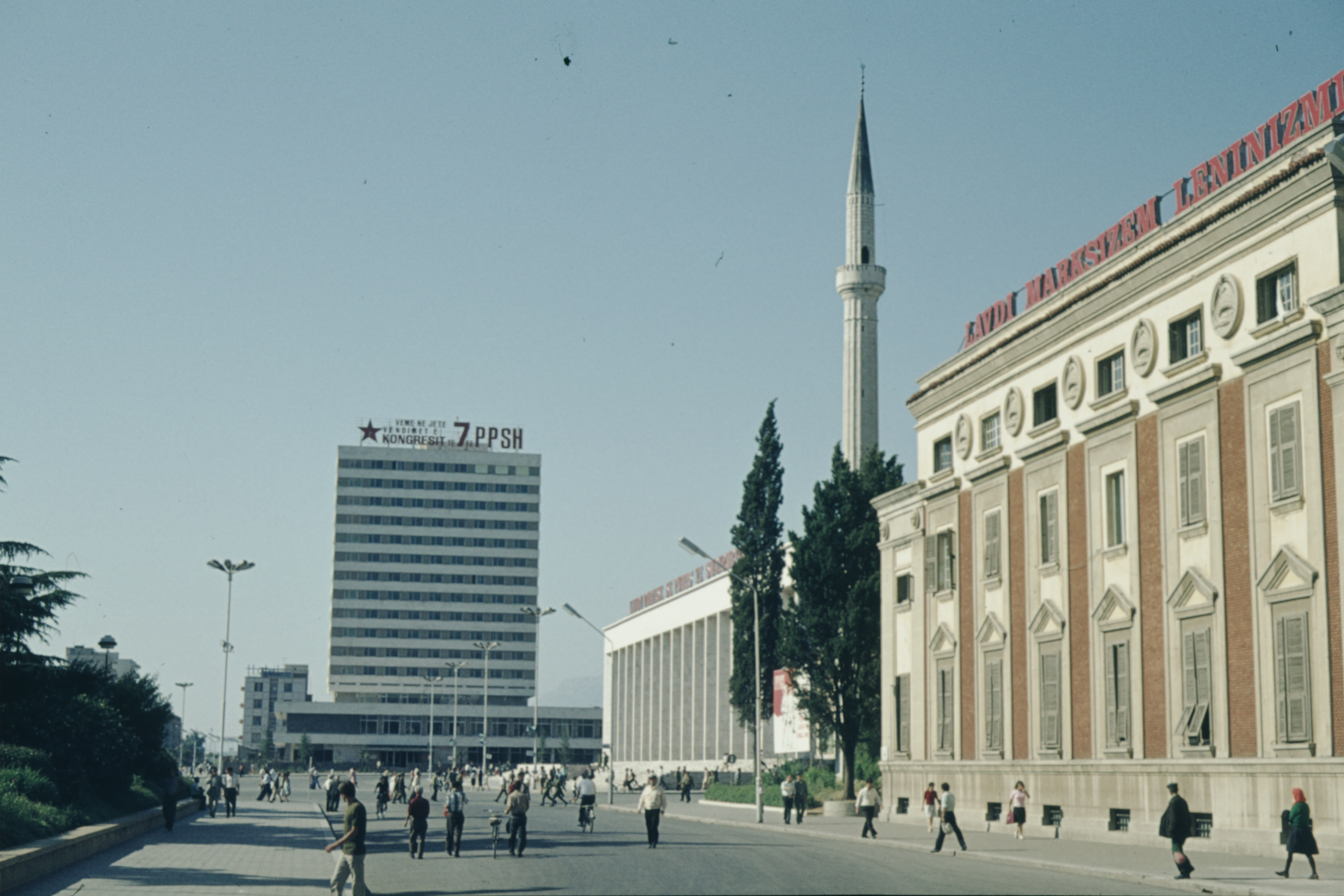
Střed města v roce 1978.

Po inspiraci kulturní revolucí se komunistická Albánie rozhodla zakázat náboženství a prosazovat ve společnosti přísný ateismus. To vedlo k likvidaci zbývajících náboženských objektů, především mešit. Vzhledem k izolacionismu se v komunistické Albánii nikdy nerozšířilo vlastnictví soukromých vozidel (byla nakonec i zakázána) a tak město působilo netradičním dojmem, když hlavním způsobem dopravy byla pouze veřejná doprava, cyklisté, nákladní vozidla a vládní automobily. Výstavba se soustředila hlavně okolo hlavních tříd, v řadě míst i v centru Tirany zůstaly ještě doby z osmanské éry uvnitř nových bloků. Ačkoliv se město stalo kompaktnějším, vzdálenosti v něm byly kratší (neboť se obyvatelé přesunuli do bytových domů), chronické problémy byly s vytápěním a přeplněností patrových obytných domů. Albánský stát i přes masovou mobilizaci pro potřeby bytové výstavby nebyl schopen zajistit dostatek bytů ve všech městech a především v již tehdy rostoucí Tiraně. Většina budov vznikala s nízkou architektonickou hodnotou aby bylo co nejsnadnější je postavit. Výjimkou je Kadareho dům.
V roce 1972 měla Tirana okolo sto padesáti tisíc obyvatel.
Po smrti Envera Hodži bylo v Tiraně vybudováno jeho mauzoleum jako symbol kultu zemřelého vůdce. Mezi místními je známé jen jako pyramida.< Po roce 1991 bylo opuštěno a dnes slouží jako alternativní kulturní centrum. Mezi další brutalistní stavby v Tiraně z této doby patří např. kongresový palác. Na třídě Barikád (albánsky Rruga e barikadave) v centru města vyrostlo několik sedmipatrových bloků.

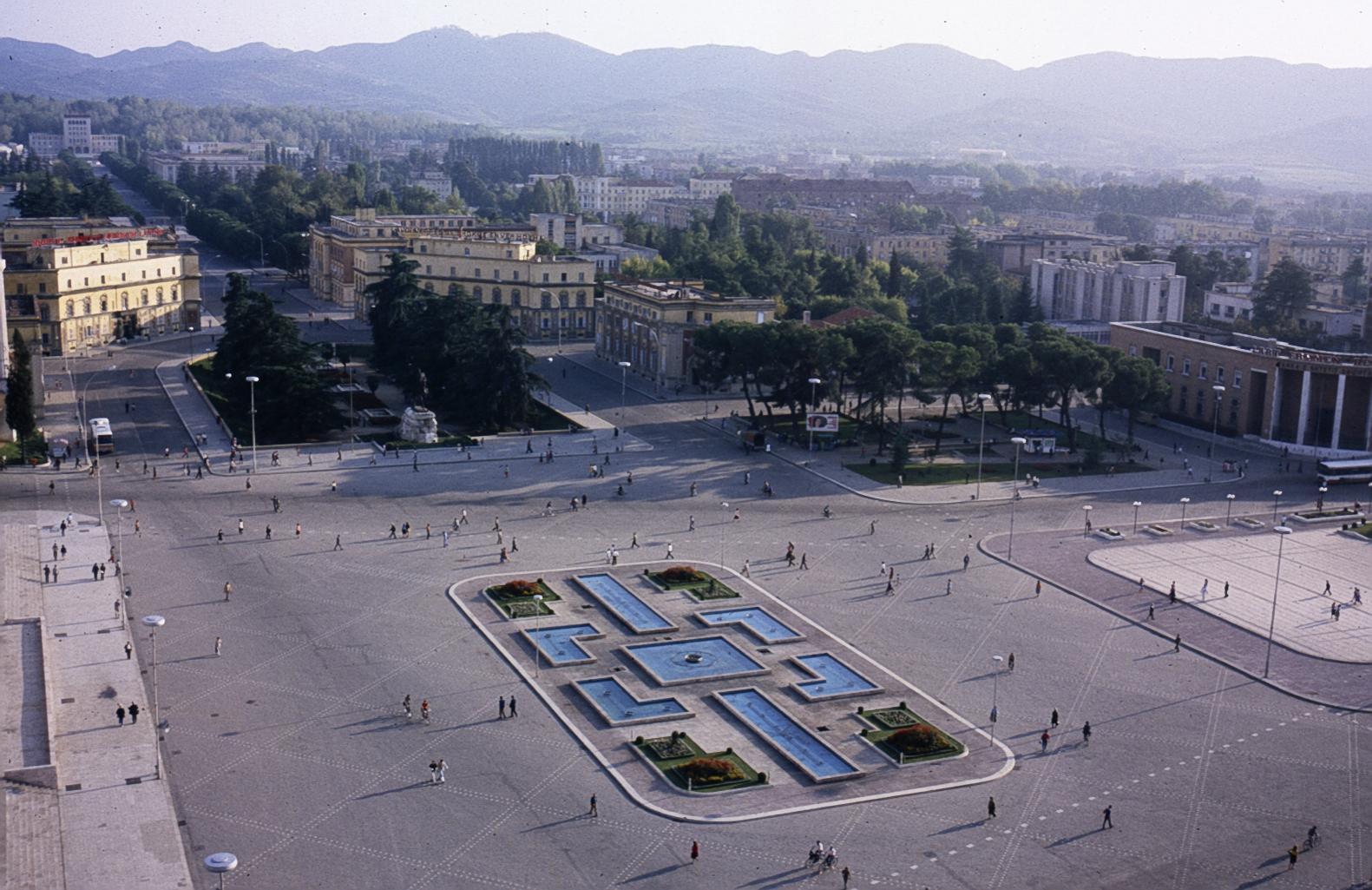
Skanderbegovo náměstí v roce 1988.

## 90. léta 20. století
V roce 1990 došlo k v Tiraně a ve Skadaru k protestům proti politickému vedení země. Vláda na ně reagovala nejprve brutální silou, místní obyvatelé však začali rychle hledat útočiště na zastupitelských úřadech západních zemí. Na podzim téhož roku protestovali v Tiraně i studenti. V polovině prosince 1990 souhlasila albánská vláda se vznikem nezávislých politických stran i organizací. Dne 20. února 1991 byla stržena socha Envera Hodži. Politické změny provázely i demonstrace a turbulentní události. Stovky až tisíce Albánců vzaly ztečí velvyslanectví západních zemí v naději na odchod z vlasti.
Po revoluci z roku 1992, kdy byl socialismus v Albánii svržen, se město začalo pozvolna otevírat Západu. Objevila se první auta, vyrostly nové mešity a kostely. V roce 2003 byla např. dokončena římskokatolická katedrála sv. Pavla. Zničena byla řada původních domů, krachujících továren a průmyslových závodů v okolí města. Objevili se rovněž zahraniční investoři a s nimi kancelářské budovy. Město navštívila také Matka Tereza. V 90. letech však byly běžné ještě rozpadlé ulice a aut se pohyboval po ulicích stále jen malý počet. V roce 1995 dosáhl počet obyvatel města 240 tisíc. Ještě v posledních letech socialistické Albánie byla Tirana vnímána jako město s nejlepšími podmínkami k životu, což vedlo k rychlému procesu sestěhování obyvatel z velké části Albánie (ať už z měst nebo venkova) právě do metropole. Na rychlo vyrůstala celá satelitní předměstí (jako např. Kamëz severně od města, Babruja západně od města nebo Yzberish jihozápadně od Tirany). Do roku 2008 se počet obyvatel Tirany téměř zdvojnásobil. Tato skutečnost spolu s postupným rozpadáním městské infrastruktury vedla k přeplnění místních škol, poničeným parkům a komunikacím.
Zoufalý technický stav obytných budov v centru města z 50. let 20. století byl řešen jednak jejich rekonstrukcí, také však i úpravou fasád. Nevzhledné hnědé a šedé bloky nařídil tehdejší starosta města Edi Rama natřít pestrobarevnými barvami, čímž získal pozornost v západních médiích a popularizoval město. Opozice mu však vytýkala, že provádí pouze kosmetické změny namísto toho, aby se soustředil na podstatu problémů. Tirana také trpí rozšířenou nelegální stavbou domů, která omezuje efektivitu územního plánování a předvídatelného rozvoje města. K principům územního plánování panovala dlouhodobá nechuť, neboť u řady obyvatel vyvolávaly vzpomínky na plánované hospodářství. Během volebního období Ediho Ramy jako starosty byly učiněny první kroky k omezení nelegální výstavby. Nové hotely např. vznikaly a vznikají v podhůří národního parku Dajti. Edi Rama vedl proti nelegální výstavbě rozsáhlou kampaň; nechal rovněž zmodernizovat údolí řeky Lany, které bylo po roce 1990 ve velmi špatném stavu.
Rychlý stavební boom neumožnil ani tolik příchod zahraničních investorů, jako spíše finanční prostředky, zasílané Albáncům z diaspory. Jejich objem byl na přelomu 20. a 21. století značný. Teprve až se stabilizací situace v zemi v 21. století se začal zvyšovat objem investic ze strany globálních firem.

## 21. století

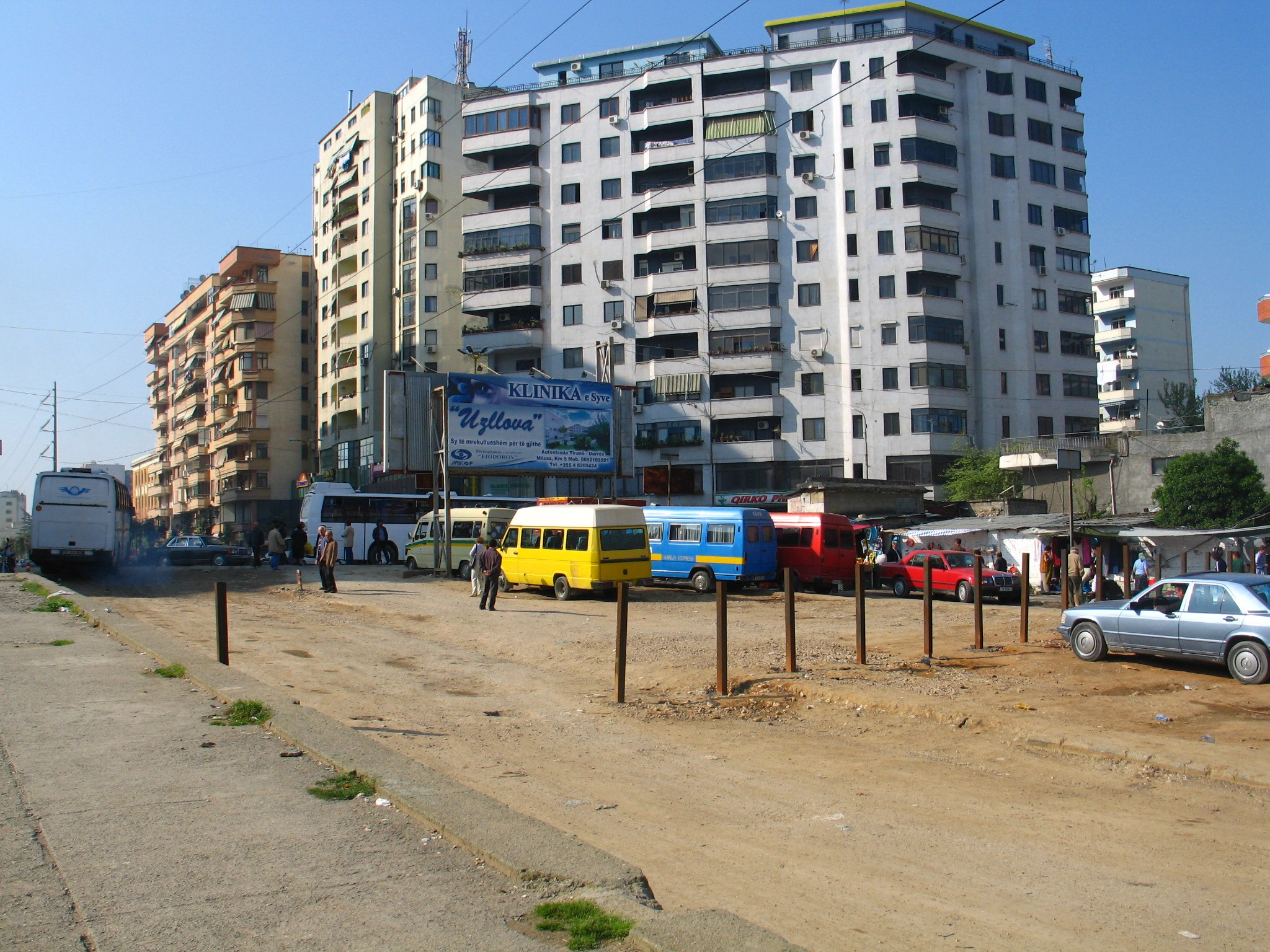
Blok domů v současné Tiraně.

Na počátku 21. století prošla Tirana radikální přeměnou a přestavbou. Jednotlivé bulváry v centru města byly upraveny a rozšířeny. Hlavní výzvou se stal rychlý nárůst automobilismu, který si vyžádal nové dopravní stavby, průtahy, kruhové objezdy, dálnice a mimoúrovňová křížení. Modernizováno bylo rovněž letiště. Střed města se naprosto proměnil; v druhé dekádě 21. století bylo Skanderbegovo náměstí upraveno jako pěší zóna bez automobilové dopravy. Za rekonstrukci obdrželo město Tirana mezinárodní cenu za nejlépe řešený veřejný prostor. V širším centru začaly vyrůstat výškové budovy, mezi které patří např. The Plaza Tirana (dokončena v r. 2015), 4 Ever Green Tower nebo Rajfi Residence a další. Jejich růst je však mnohdy nekontrolovaný a město jej plánuje do roku 2030 podřídit přísnějšímu plánování. Radnice se rozhodla zakázat výstavbu nových bloků domu u hlavního (Skanderbegova) náměstí, což nicméně přesunulo developerské tlaky do jiných částí Tirany (např. jihovýchodně do lokality Blloku, kde dříve žili představitelé komunistického režimu).
Živelný rozvoj lze vysledovat i do okolí první albánské dálnice, která spojuje Tiranu a nedaleký přístav Drač a pro který se vžilo označení Durana. Okolí dálnice vyplnila řada skladů, hospodářských budov a dalších objektů, které původně zemědělskou krajinu transformovaly do rozsáhlé servisní zóny pro albánskou metropoli. Souvislá zástavba se směrem na západ, resp. severozápad táhne až po obec Vorë, která byla tímto značně suburbanizována.

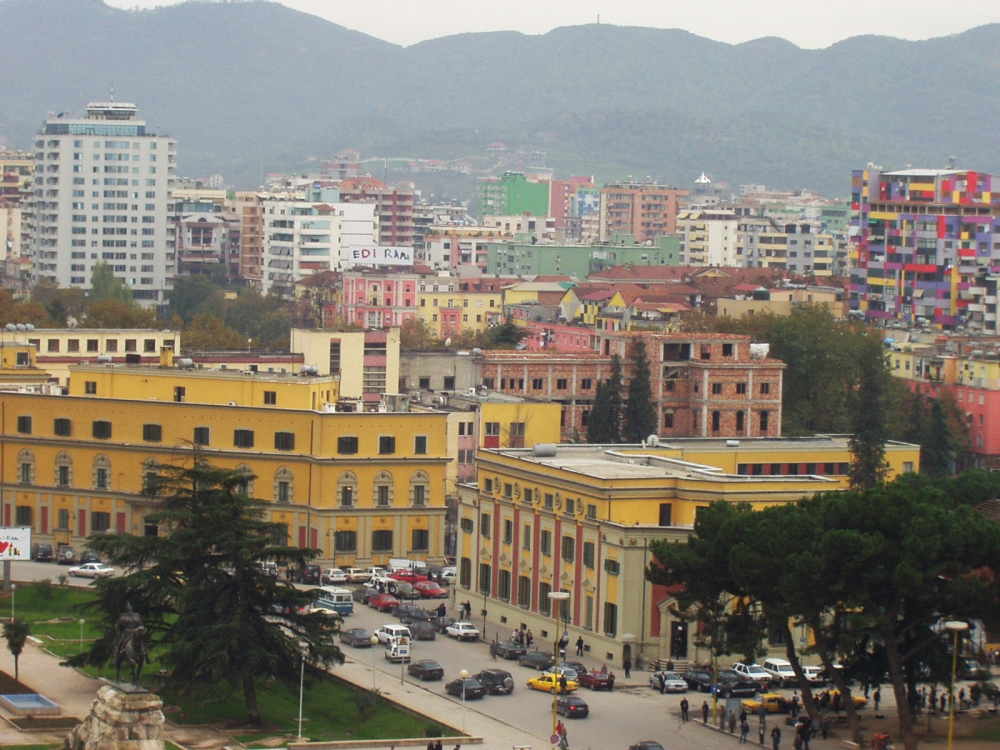
Pohled na město v roce 2003.

Metropole se také rozhodla přebudovat hlavní nádraží, které bylo v neutěšeném stavu. Namísto něho vznikla Nová třída (albánsky Bulevardi i Ri) a v její blízkosti by mělo vzniknout jak nové nádraží, tak i nová radnice. Prostor bývalého nádraží potom vyplní okolo ulice opět výškové budovy. Podle některých projektů by mělo být přebudováno i kompletní okolí řeky Tirany (která teče severně od středu města). Nový urbanistický plán města byl v roce 2016 svěřen Stefanu Boerimu.
Dalším problémem města na začátku 21. století bylo problematické životní prostředí, především hospodaření s odpady a kvalita ovzduší. Špatné ovzduší ovlivnil především velký počet aut a jejich neutěšený technický stav. V roce 2019 byl proto zakázán v celé Albánii dovoz aut vyrobených před rokem 2005.
V závěru roku 2019 byla Tirana zasažena zemětřesením. To způsobilo poškození nejméně 300 budov. Místní média informovala, že více než 100 lidí bylo zraněno, někteří utrpěli vážná zranění. Albánské ministerstvo hovořilo o nejhorším zemětřesení v Albánii za celá desetiletí.